# ペッピーノの百歩
『ペッピーノの百歩』（I cento passi ）は、マルコ・トゥリオ・ジョルダーナ監督による2000年のイタリアのドラマ映画。
本作は、マフィアを糾弾キャンペーンを展開し、暗殺されたジュゼッペ・"ペッピーノ"･インパスタートを題材としている。

## あらすじ
シチリアに住むペッピーノの家は、マフィアのボスであるターノの家から100歩離れたところにある。ペッピーノの家族や親類たちは彼がターノのように大成してほしいと願っていた。60年代に入り、世界中で若者たちが既成の価値観に抗う事態が多発する中、ペッピーノもまた既成の価値観に疑問を抱くようになり、仲間たちとともにマフィアを糾弾するための新聞・ラジオ放送を展開しだした。